# El cadàver d'Anna Fritz
El cadàver d'Anna Fritz (títol original en castellà El cadáver de Anna Fritz) és una pel·lícula de 2015, dirigida pel cineasta català Hèctor Hernández Vicens i coescrita juntament amb Isaac P. Creus.
La pel·lícula es va rodar a finals de l'any 2013 a l'Hospitalet de Llobregat. S'estrenà al festival de cinema South by Southwest a Austin, Texas el març de l'any 2015.

## Argument
Anna Fritz és una actriu de cinema jove i famosíssima. Una tarda la troben morta a la suite d'un hotel. La notícia de la seva mort dona la volta al planeta. El Pau treballa de zelador a l'hospital on han dut el cos d'Anna Fritz. És tímid i introvertit. Quan entra una noia jove que acaba de morir, no pot estar de mirar-se-la. Fa una foto al cadàver d'Anna Fritz i l'envia als seus amics Ivan i Javi. Aquests van a l'hospital per veure de prop el cos nu de l'actriu.
Entren al dipòsit de cadàvers i queden admirats per la seva gran bellesa. Ella sembla dormida. Tenen al seu davant l'Anna Fritz... Podrien posseir-la i ningú no ho sabria. El que no saben és que, víctimes dels seus instints més elementals, acaben d'entrar a un infern del qual els serà molt difícil sortir-ne.

## Repartiment
- Alba Ribas: Anna Fritz
- Cristian Valencia: Ivan
- Bernat Saumell: Javi
- Albert Carbó: Pau

## Producció
El rodatge de la pel·lícula es realitzà a diverses localitzacions de l'Hospitalet de Llobregat a finals de l'any 2013. La postproducció d'aquesta es dugué a terme l'any 2014.

## Personatges
- Anna Fritz, interpretada per Alba Ribas. És una actriu de cinema jove i famosíssima. Una tarda la troben morta a la suite d'un hotel. El Pau, l'Ivan i el Javi van a veure el seu cos nu al dipòsit de cadàvers on l'han traslladat. Sembla dormida.
- Pau. És un noi tímid i introvertit. Treballa de zelador a l'hospital on han traslladat el cadàver de l'Anna Fritz. Quan la veu, no pot estar de mirar-se-la, i fa una foto al cadàver d'Anna Fritz i l'envia als seus amics Ivan i Javi.
- Ivan. Amic del Pau, zelador de l'hospital on es troba el cos de l'Anna Fritz. Ell i el Javi van a l'hospital a buscar el Pau per anar-se'n de festa, però ell vol veure el cos de la jove actriu.
- Javi. Amic del Pau i de l'Ivan. Ell i l'Ivan van a l'hospital a buscar el Pau, però abans l'Ivan vol veure el cos nuu de l'actriu difunta.